# De laatste koning
De laatste koning (Engelse titel: Pursuit of the Screamer) is een sciencefictionroman van de Amerikaanse schrijfster Ansen Dibell uit 1978. De Nederlandse vertaling verscheen in 1979 bij Uitgeverij Meulenhoff als M=SF #147 en is het eerste boek in de vijfdelige reeks Het bewind van Een.

## Verhaal
Jannus is de zoon van vrouwe Lillia, de heerseres van Nieuwstock, een handelsnederzetting bij de rivier in Bremner. De onderling wedijverende handelsplaatsen worden beschermd door de Valde krijgsmaagden, vreemde vrouwelijke krijgers die tien jaar dienen bij de twistende riviersteden: de weinigen die hun diensttijd volmaken verdienen de bruidsprijs en mogen een van de zeldzame mannelijke Valde huwen. Op een dag ontdekt Jannus een Krijser, iele mensachtige wezens waarop door de Valde meedogenloos wordt gejaagd. Hij redt de Krijser, die hem vertelt dat hij een onsterfelijke Tek is: telkens als hij sterft wordt hij herboren op de hoogvlakte van Kantmorie. Hij wil terug naar Kantmorie om een einde te maken aan zijn al meer dan duizend jaar durende reeks regeneraties en haalt Jannus over met hem mee te gaan. Met de handelsfamilie de Yrsmits en een troep afgezwaaide Valde, waaronder Nieuwstocks eerste danseres Poli Wir, varen ze de rivier af. Poli is Jannus' favoriete Valde: hij kent haar al van kinds af aan. Na verschillende avonturen leidt de Tek, die door Jannus Lur is genoemd, een klein groepje met daarin hemzelf, Jannus, Poli en Elda Yrsmit naar de hoogvlakte. Lur wil proberen de Shai, het controlerende mechanische godwezen dat de regeneratie verzorgt, onklaar te maken zodat hij na al die eeuwen eindelijk kan sterven.

## Het bewind van Een-reeks
1. 1978 - De laatste koning (Pursuit of the Screamer)
2. 1981 - Ashai Rey (Circle, Crescent, Star)
3. 1982 - Zomermarkt (Summerfair)
4. 1983 - Stormvloedgrens (Tidestorm Limit)
5. 1985 - Gift van de Shai (The Sun of Return)